# Максимець Дарина Степанівна
Дари́на Степа́нівна Максиме́ць (також Да́р'я Степа́нівна Туз-Максиме́ць; *28 жовтня 1956, с. Потелич, Жовківський район, Львівська область, УРСР, СРСР) — українська журналістка, видавниця, громадська діячка (голова ГО «Асоціація ділових жінок Буковини») і меценатка; Заслужений журналіст України (2002); директор видавничого дому «Букрек» (Чернівці).

## Життєпис
Дарина Туз народилася 28 жовтня 1956 року в селі Потеличі Жовківського району Львівської області.
Закінчила факультет журналістики Львівського державного університету імені Івана Франка.
Живе й працює в Чернівцях.

## Діяльність
Після закінчення освіти Дарина Туз працювала кореспонденткою обласної газети «Радянська Буковина» (Чернівці), згодом отримала пропозицію на посаду власної кореспондентки області від «Робітничої газети».

Вже за незалежності України, у 1992 році Дарина Туз-Максимець заснувала перше на Буковині приватне видавниче підприємство «Букрек», яке перетворилося на видавничий дім. Про ідею піти у видавничу справу висловилась так:
|  | «Мабуть, дуже добре, що на початку я не уявляла собі всього, що на мене чекає! Інколи згадую ті перші кроки і думаю: зараз нізащо за це б не взялася! А інколи здається, що я просто щаслива людина: коли буває важко, обставини раптом сходяться на краще і все виходить! Хоча розумію, що всі мої обставини створюються людьми. Точно знаю, що нічого б не вийшло без фінансової підтримки старшого брата, без досвіду чоловіка, просто без добрих людей… На початку 90-х ми почали створювати рекламну структуру. Навіть сама назва „Букрек“ пішла звідти: буковинська реклама. Але поступово дійшли саме до книжок, набиралися досвіду, взяли кредит на устаткування, придбали приміщення… А головне, — багатіли на людей. Зараз у нас склався унікальний колектив, сміливо скажу — однодумців» |

У ВД «Букрек» виходили друком і продовжують друкуватися книги й підручники українською, а також вісьмома мовами національних меншин держави, інша навчальна, дитяча, науково-популярна, художня, класична література; тижнева газета «Ва-Банк».
Дарина Туз-Максимець стала першою на Буковині серед колег-жінок Заслуженим журналістом України (2002).
За вперше виданий в Україні буквар румунською мовою «ABECEDAR» (1997, авторка Серафима Криган), примірник якого Президент України Леонід Кучма вручив Президенту Румунії Емілю Константінеску, а також за активну видавничу й науково-просвітницьку діяльність Дарина Максимець отримала знак «Відмінник освіти України».
Дарина Туз-Максимець є активною громадською діячкою і меценаткою — під її керівництвом ВД «Букрек» проводить численні благодійні акції з поповнення шкільних бібліотек, вручення книжкових подарунків різним категоріям населення з нагоди свят, на заходах як на Буковині, так і на Львівщині та інших регіонах держави. Вона також є головою ГО «Асоціація ділових жінок Буковини».
Д. С. Туз-Максимець є членом Чернівецької обласної ради ВУТ «Просвіта», входить до редколегії періодичного видання «Буковинський вісник державної служби та місцевого самоврядування». Як патріотка малої батьківщини й автор виношує ідею й опікується її реалізацією з написання краєзнавчого видання про рідне село Потелич на Жовківщині.

## Нагороди, відзнаки
- Почесне звання Заслужений журналіст України;
- нагрудний знак МОН України «Відмінник освіти України»;
- лавреатка Літературно-мистецької премії імені Ольги Кобилянської (2012);
- лавреатка Премії імені Пантелеймона Куліша (2020).

## Особисте життя

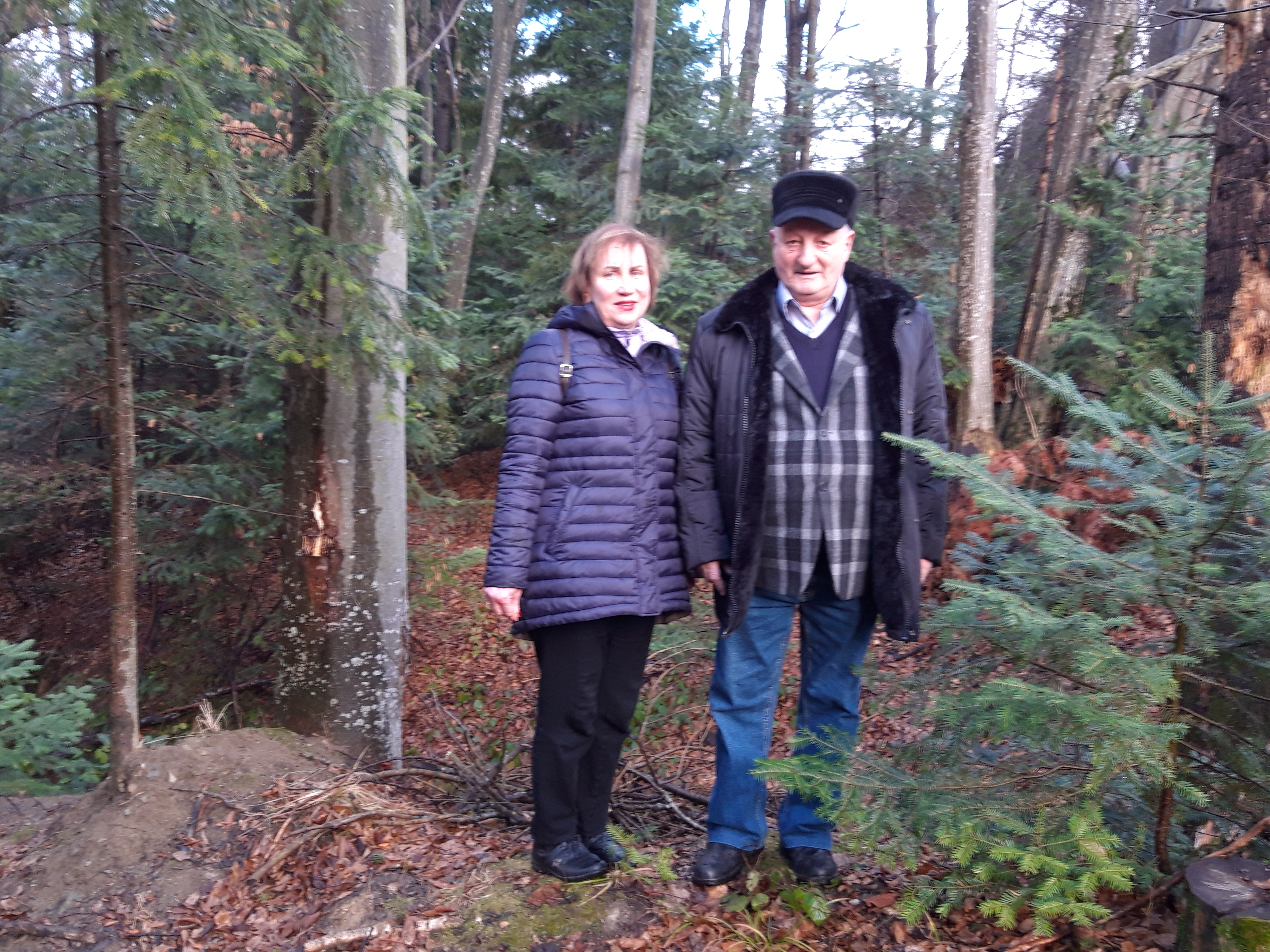
Подружжя Максимців у Миговому, лютий 2020

Чоловік Д. С. Максимець — колега-журналіст, письменник, головний редактор ВД «Букрек» М. М. Максимець. У подружжя 2 дорослих синів — Сергій і Олександр.